# Liste von Fantasyfilmen bis 1929
Die Liste von Fantasyfilmen bis 1929 gibt einen chronologischen Überblick über Kinoproduktionen, die im Zeitraum vom Beginn der Filmgeschichte bis 1929 in diesem Genre gedreht wurden. Bei der Nutzung ist zu beachten, dass ein Teil der aufgeführten Filme sich mit artverwandten Genres aus dem Bereich der Phantastik wie Horror und Science-Fiction überschneidet, aber auch Drama und Komödie. Die Liste erhebt keinen Anspruch auf Vollständigkeit und unterliegt einem laufenden Erweiterungsprozess.
| Jahr | Titel                                                   | Regie                                 | Produktionsland      |
| ---- | ------------------------------------------------------- | ------------------------------------- | -------------------- |
| 1896 | La Fée aux Choux                                        | Alice Guy-Blaché                      | Frankreich           |
| 1899 | Upside Down; or, The Human Flies                        | Walter R. Booth                       | Großbritannien       |
| 1900 | The Enchanted Drawing                                   | James Stuart Blackton                 | USA                  |
| 1900 | Faust and Marguerite                                    | Edwin S. Porter                       | USA                  |
| 1900 | L’Homme orchestre                                       | Georges Méliès                        | Frankreich           |
| 1900 | The Mystic Swing                                        | Edwin S. Porter                       | USA                  |
| 1900 | A Nymph of the Waves                                    | Frederick S. Armitage                 | USA                  |
| 1903 | Alice in Wonderland                                     | Percy Stow, Cecil Hepworth            | Großbritannien       |
| 1907 | L’Éclipse du soleil en pleine lune                      | Georges Méliès                        | Frankreich           |
| 1907 | Satan s’amuse                                           | Segundo de Chomón                     | Frankreich           |
| 1907 | Le Cochon danseur                                       | unbekannt                             | Frankreich           |
| 1910 | Alice in Wonderland                                     | Edwin S. Porter                       | USA                  |
| 1910 | Un matrimonio interplanetario                           | Enrico Novelli                        | Italien              |
| 1912 | The Land Beyond the Sunset                              | Harold M. Shaw                        | USA                  |
| 1913 | Die Augen des Ole Brandis                               | Stellan Rye                           | Deutschland          |
| 1913 | Die außergewöhnlichen Abenteuer des Saturnino Farandola | Marcel Fabre                          | Italien / Frankreich |
| 1913 | Die Insel der Seligen                                   | Max Reinhardt                         | Deutschland          |
| 1913 | Raja Harishchandra                                      | Dhundiraj Govind Phalke               | Indien               |
| 1913 | Der Student von Prag                                    | Stellan Rye, Paul Wegener             | Deutschland          |
| 1914 | Erlkönigs Tochter                                       | Stellan Rye                           | Deutschland          |
| 1914 | Gertie the Dinosaur                                     | Winsor McCay                          | USA                  |
| 1914 | Der Ring des schwedischen Reiters                       | Stellan Rye                           | Deutschland          |
| 1914 | Ein Sommernachtstraum in unserer Zeit                   | Stellan Rye                           | Deutschland          |
| 1915 | Albert als Golem                                        |                                       | Deutschland          |
| 1915 | Alice in Wonderland                                     | W. W. Young                           | USA                  |
| 1915 | Marionetten                                             | Richard Löwenbein                     | Deutschland          |
| 1915 | Rhapsodie des Satans                                    | Nino Oxilia                           | Italien              |
| 1915 | The Story of Jewel City                                 | William Nigh                          | USA                  |
| 1915 | Teufelchen                                              | Ernst Matray                          | Deutschland          |
| 1915 | Und das Wissen ist der Tod                              | Walter Schmidthässler                 | Deutschland          |
| 1916 | Albert als Golem                                        | N.N.                                  | Deutschland          |
| 1916 | Dr. Satansohn                                           | Edmund Edel                           | Deutschland          |
| 1916 | Der Fakir im Frack                                      | Max Mack                              | Deutschland          |
| 1916 | Hoffmanns Erzählungen                                   | Richard Oswald                        | Deutschland          |
| 1916 | Joan the Woman                                          | Cecil B. DeMille                      | USA                  |
| 1916 | Lehmanns Brautfahrt                                     | Robert Wiene                          | Deutschland          |
| 1916 | Rübezahls Hochzeit                                      | Paul Wegener                          | Deutschland          |
| 1916 | Theophrastus Paracelsus                                 | Joseph Delmont                        | Deutschland          |
| 1916 | Der Trödler von Prag                                    | Walter Schmidthässler                 | Deutschland          |
| 1916 | Das Wunder der Madonna                                  | Walter Schmidthässler, Robert Reinert | Deutschland          |
| 1916 | Die Wunderlampe des Hradschin                           | Walter Schmidthässler                 | Deutschland          |
| 1916 | Der Yoghi                                               | Paul Wegener                          | Deutschland          |
| 1916 | Das zweite Ich                                          | Franz Hofer                           | Deutschland          |
| 1917 | Ahasver                                                 | Robert Reinert                        | Deutschland          |
| 1917 | Dornröschen                                             | Paul Leni                             | Deutschland          |
| 1917 | Hans Trutz im Schlaraffenland                           | Paul Wegener                          | Deutschland          |
| 1917 | Hilde Warren und der Tod                                | Joe May                               | Deutschland          |
| 1917 | Die Königstochter von Travankore                        | Otto Rippert                          | Deutschland          |
| 1917 | Das Meeresungeheuer                                     | Alfréd Deésy                          | Österreich-Ungarn    |
| 1917 | Die Memoiren des Satans, 1. Teil: Dr. Mors              | Robert Heymann                        | Deutschland          |
| 1917 | Die Memoiren des Satans, 2. Teil: Fanatiker des Lebens  | Robert Heymann                        | Deutschland          |
| 1918 | Am Tor des Lebens                                       | Conrad Wiene                          | Österreich           |
| 1918 | Die Dame, der Teufel und die Probiermamsell             | Rudolf Biebrach                       | Deutschland          |
| 1918 | Der fliegende Holländer                                 | Hans Neumann                          | Deutschland          |
| 1918 | Die goldene Mumie                                       | Richard Eichberg                      | Deutschland          |
| 1918 | Der Mandarin                                            | Fritz Freisler                        | Österreich-Ungarn    |
| 1918 | Der Rattenfänger                                        | Paul Wegener                          | Deutschland          |
| 1919 | Auf der Sonnenseite                                     | Charles Chaplin                       | USA                  |
| 1919 | Hiob                                                    | Kurt Matull                           | Deutschland          |
| 1919 | Lilith und Ly                                           | Erich Kober                           | Österreich           |
| 1919 | Die Puppe                                               | Ernst Lubitsch                        | Deutschland          |
| 1919 | Der Tod von Phaleria                                    | Franz Osten                           | Deutschland          |
| 1919 | Veritas vincit                                          | Joe May                               | Deutschland          |
| 1920 | Blätter aus dem Buche Satans                            | Carl Theodor Dreyer                   | Dänemark             |
| 1920 | Der Bucklige und die Tänzerin                           | Friedrich Wilhelm Murnau              | Deutschland          |
| 1920 | Sumurun                                                 | Ernst Lubitsch                        | Deutschland          |
| 1921 | Die Herrin von Atlantis                                 | Jacques Feyder                        | Frankreich           |
| 1921 | Der Fuhrmann des Todes                                  | Victor Sjöström                       | Schweden             |
| 1921 | Der müde Tod                                            | Fritz Lang                            | Deutschland          |
| 1921 | Der verlorene Schatten                                  | Rochus Gliese                         | Deutschland          |
| 1922 | Der böse Geist Lumpaci Vagabundus                       | Carl Wilhelm                          | Deutschland          |
| 1923 | Drei Zeitalter                                          | Buster Keaton, Edward F. Cline        | USA                  |
| 1923 | Der steinerne Reiter                                    | Fritz Wendhausen                      | Deutschland          |
| 1923 | Der verlorene Schuh                                     | Ludwig Berger                         | Deutschland          |
| 1924 | Der Dieb von Bagdad                                     | Raoul Walsh                           | USA                  |
| 1924 | Entr’acte                                               | René Clair                            | Frankreich           |
| 1924 | Die Nibelungen                                          | Fritz Lang                            | Deutschland          |
| 1924 | Peter Pan                                               | Herbert Brenon                        | USA                  |
| 1924 | Das Wachsfigurenkabinett                                | Paul Leni, Leo Birinski               | Deutschland          |
| 1925 | Auf nach Illustrien                                     | Larry Semon                           | USA                  |
| 1925 | Lebende Buddhas                                         | Paul Wegener                          | Deutschland          |
| 1925 | Ein Sommernachtstraum                                   | Hans Neumann                          | Deutschland          |
| 1925 | Le Voyage imaginaire                                    | René Clair                            | Frankreich           |
| 1926 | Die Abenteuer des Prinzen Achmed                        | Lotte Reiniger                        | Deutschland          |
| 1926 | Emak Bakia                                              | Man Ray                               | Frankreich           |
| 1926 | Faust – eine deutsche Volkssage                         | Friedrich Wilhelm Murnau              | Deutschland          |
| 1926 | Der Student von Prag                                    | Henrik Galeen                         | Deutschland          |
| 1927 | Emak Bakia                                              | Man Ray                               | Frankreich           |
| 1927 | Das Liebesleben der schönen Helena                      | Alexander Korda                       | USA                  |
| 1928 | Geheimnisse des Orients                                 | Alexander Wolkoff                     | Deutschland          |